# Damphu
Damphu – miasto w Bhutanie, ośrodek administracyjny dystryktu Cirang. W 2005 roku liczyło 1666 mieszkańców.